# 에이미 다이아몬드
에이미 린네아 다이아몬드(스웨덴어: Amy Linnéa Deasismont, 1992년 4월 15일 ~ )는 에이미 다이아몬드(Amy Diamond)라는 예명으로 활동하는 스웨덴의 가수이다.